# Exumer
Exumer ist eine deutsche Thrash-Metal-Band.

## Bandgeschichte
Die Band wurde im Jahre 1984 in Wiesbaden von Mem Von Stein, Ray Mensh, Bernie Siedler, und Syke Bornetto gegründet. Ein Jahr später produzierte die Band ein Demo-Tape mit drei Songs und veröffentlichte gut ein Jahr später ihr Debütalbum Possessed by Fire. Ein Jahr später veröffentlichte sie ihr zweites und letztes Album Rising from the Sea mit dem neuen Sänger Paul Arakari. 1989 erschien noch die Demo Whips & Chains in stark veränderter Besetzung, danach löste sich die Band auf.
Gut zehn Jahre nach der Trennung spielte die Band auf dem Wacken Open Air 2001 ein Konzert.

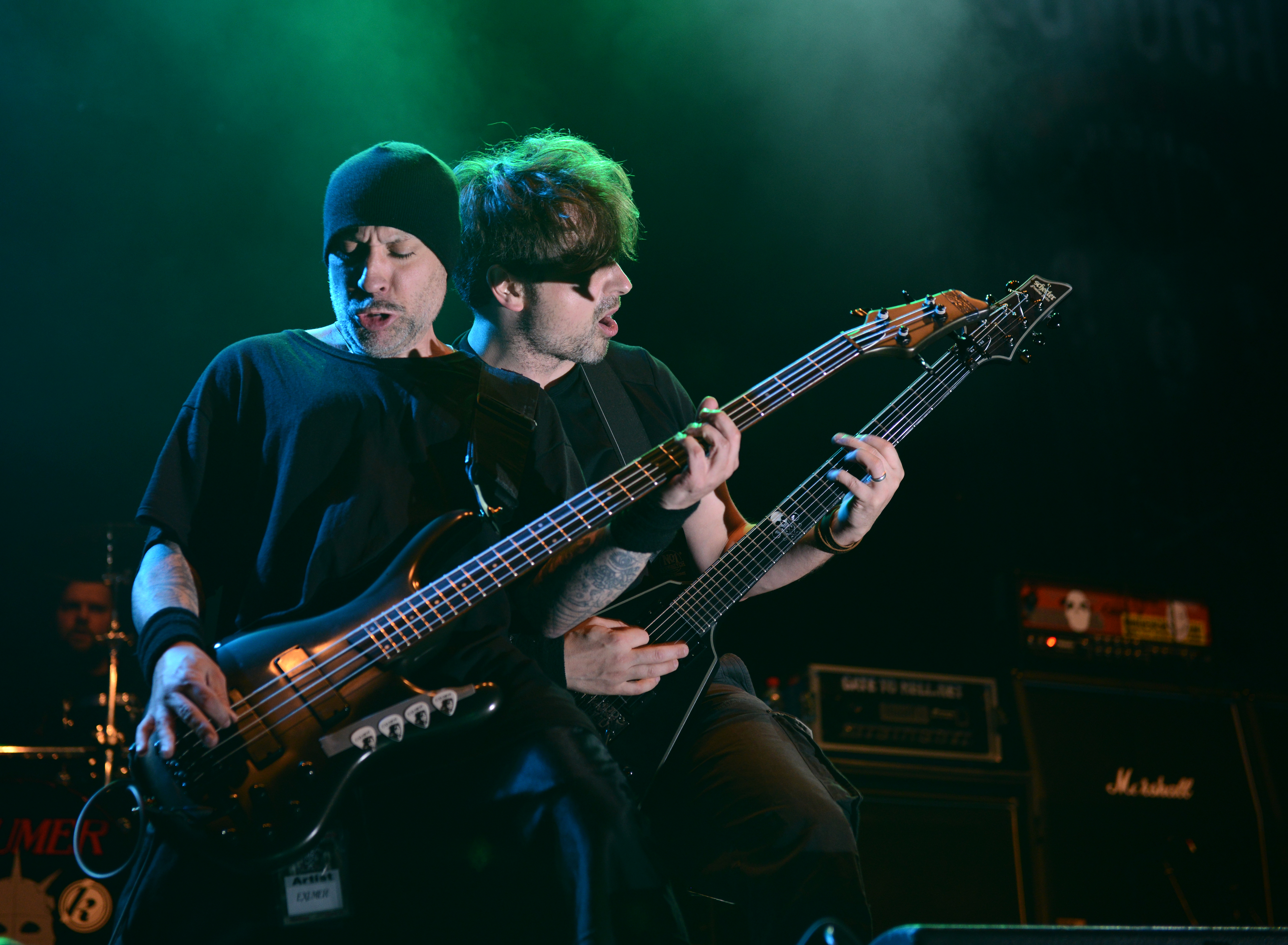
Exumer beim Turock Open Air 2014

2009 gab es eine offizielle Reunion, die mit einem Konzert auf dem 12. Keep-it-true-Festival begonnen wurde. Die Band trat hierbei ohne Syke Bornetto und Bernie Siedler auf und spielte im selben Monat 4 weitere Konzerte in Deutschland, Griechenland und den Vereinigten Staaten, die zur "5 Nights of Fire"-Tour zusammengefasst wurden.
Des Weiteren wurden weitere Konzerte und neues Song-Material angekündigt.
2010 änderte sich die Besetzung. Paul Arakari und J.P. Rapp stiegen aus. Als neue Mitglieder wurden der Gitarrist H.K. und der Schlagzeuger Matthias Kassner verpflichtet. 2011 unterschrieb die Band einen Vertrag bei Metal Blade und eine neue CD namens "Fire And Damnation" ist im Frühjahr 2012 erschienen.
Im Juli 2013 vermeldete die Band die Trennung von Gitarrist H.K.
Holger "HK" Kolb verstarb am 1. August 2014 infolge einer Lungenkrebserkrankung.

## Stil
Exumer spielt groben Thrash Metal, der stark von Black Sabbath, Motörhead, Venom, Slayer und Exodus beeinflusst ist.

## Bedeutung
Während das Debütalbum Possessed by Fire vor allem im Untergrund immer noch sehr bekannt ist, gilt das zweite Album Rising from the Sea, vor allem auf Grund des Sängerwechsels, als deutlich uninspirierter. Matthias Herr schreibt in seinem Heavy Metal Lexikon: 

„Aus nicht bekannten Gründen lief ein zum Flaggschiff des deutschen Thrash/Speed in der Tradition der alten Exodus prädestiniertes Frankfurter Quartett im Main auf Grund.“

## Diskografie
- 1985: A Mortal in Black (Demo)
- 1986: Possessed by Fire
- 1987: Rising from the Sea
- 1989: Whips & Chains (Demo)
- 2012: Fire & Damnation
- 2016: The Raging Tides
- 2019: Hostile Defiance